# Tekken 3D: Prime Edition
Tekken 3D: Prime Edition (鉄拳3D プライムエディション) es un videojuego de lucha perteneciente a la famosa saga de videojuegos Tekken. 
Desarrollado por Namco Bandai para la consola Nintendo 3DS, es el segundo juego de Tekken en salir en exclusiva para una consola de Nintendo después de Tekken Advance. 
Además del videojuego contiene la película Tekken: Blood Vengeance, disponible también en 3D.

## Lanzamiento
Durante la conferencia del E3 de 2011, Nintendo anunció un Tekken en exclusiva para la consola Nintendo 3DS y se mostró una demo del videojuego. El productor Katsuhiro Harada declaró que el juego se movería a 60 frames incluso en 3D.
En agosto de 2011, se mostró un avance del videojuego, confirmándose también que se incluiría la película Tekken: Blood Vengeance, disponible en 3D igualmente.

## Personajes disponibles
- Alisa Bosconovitch
- Anna Williams
- Armor King II
- Asuka Kazama
- Baek Doo San
- Bob Richards
- Bruce Irvin
- Bryan Fury
- Christie Monteiro
- Craig Marduk
- Devil Jin
- Eddy Gordo
- Feng Wei
- Ganryu
- Heihachi Mishima (Joven)
- Hwoarang
- Jack-6
- Jin Kazama
- Julia Chang
- Kazuya Mishima
- King II
- Kuma II
- Lars Alexandersson
- Lee Chaolan
- Lei Wulong
- Leo Kliesen
- Lili De Rochefort
- Ling Xiaoyu
- Marshall Law
- Miguel Caballero Rojo
- Mokujin
- Nina Williams
- Panda
- Paul Phoenix
- Raven
- Roger Jr.
- Sergei Dragunov
- Steve Fox
- Wang Jinrei
- Yoshimitsu
- Zafina